# Romany Malco
Romany Romanic Malco Jr. (New York, 18 november 1968) is een Amerikaans acteur van Caraïbische (Trinidad) afkomst. Hij werd in 2007 voor een Screen Actors Guild Award genomineerd, samen met alle andere acteurs van Weeds. Hij maakte in 1999 zijn filmdebuut als Chewy in de actiefilm The Wrecking Crew.
Malco behoorde gedurende zijn tienerjaren tot de rapgroep College Boyz, dat een hitje scoorde met het nummer Victim of the Ghetto.

## Filmografie
*Exclusief televisiefilms
- Night School (2018)
- Almost Christmas (2016)
- When the Bough Breaks (2016)
- The DUFF (2015)
- Top Five (2014)
- Think Like a Man Too (2014)
- Last Vegas (2013)
- Think Like a Man (2012)
- A Little Bit of Heaven (2011)
- Gulliver's Travels (2010)
- Saint John of Las Vegas (2009)
- The Love Guru (2008)
- Baby Mama (2008)
- Blades of Glory (2007)
- Fast Track (2006)
- The 40 Year Old Virgin (2005)
- Churchill: The Hollywood Years (2004)
- Death and Texas (2004)
- The Tuxedo (2002)
- White Boy (2002)
- Ticker (2001)
- The Château (2001)
- The Prime Gig (2000)
- True Vinyl (2000)
- Corrupt (1999)
- Urban Menace (1999)
- The Wrecking Crew (1999)

## Televisieseries
*Exclusief eenmalige gastrollen
- A Million Little Things - Rome Howard (2018-...)
- Blunt Talk - Bob Gardner (2015-2016, twaalf afleveringen)
- Mad Dogs - Gus (2015-2016, tien afleveringen)
- Real Husbands of Hollywood - Romany Malco (2013, twee afleveringen)
- Unsupervised - Darius (2012, dertien afleveringen)
- The Good Wife - Justin Coyne (2011, drie afleveringen)
- Prison Logic - Tijuana Jackson (2011, tien afleveringen)
- No Ordinary Family - George St. Cloud (2010-2011, twintig afleveringen)
- Funny or Die Presents - Tijuana Jackson (2011, drie afleveringen)
- Weeds - Conrad Shepard (2005-2012, 38 afleveringen)
- Level 9 - Jerry Hooten (2000-2001, twaalf afleveringen)

- Bibliothèque nationale de France: cb15553225c (data)
- Gemeinsame Normdatei: 1261208587
- International Standard Name Identifier: 0000 0001 1947 7376
- Library of Congress Control Number: no2006008878
- MusicBrainz: 5dc6a82b-d2c9-4de8-b267-914f1e78b811
- Nationale Bibliotheek van Polen: a0000001906298
- Système universitaire de documentation: 142417122
- Virtual International Authority File: 24914982
- WorldCat: E39PBJpym99jC7XH99BcXGQQbd